# Суґаєнко
Суґаєнко (пол. Sugajenko, нім. Sugein) — село в Польщі, у гміні Кужентник Новомейського повіту Вармінсько-Мазурського воєводства.
Населення — 281 особа (2011).

## Демографія
Демографічна структура станом на 31 березня 2011 року:
|          | Загалом | Допрацездатний вік | Працездатний вік | Постпрацездатний вік |
| -------- | ------- | ------------------ | ---------------- | -------------------- |
| Чоловіки | 136     | 30                 | 95               | 11                   |
| Жінки    | 145     | 40                 | 82               | 23                   |
| Разом    | 281     | 70                 | 177              | 34                   |